# Voorlopige Koreaanse Regering

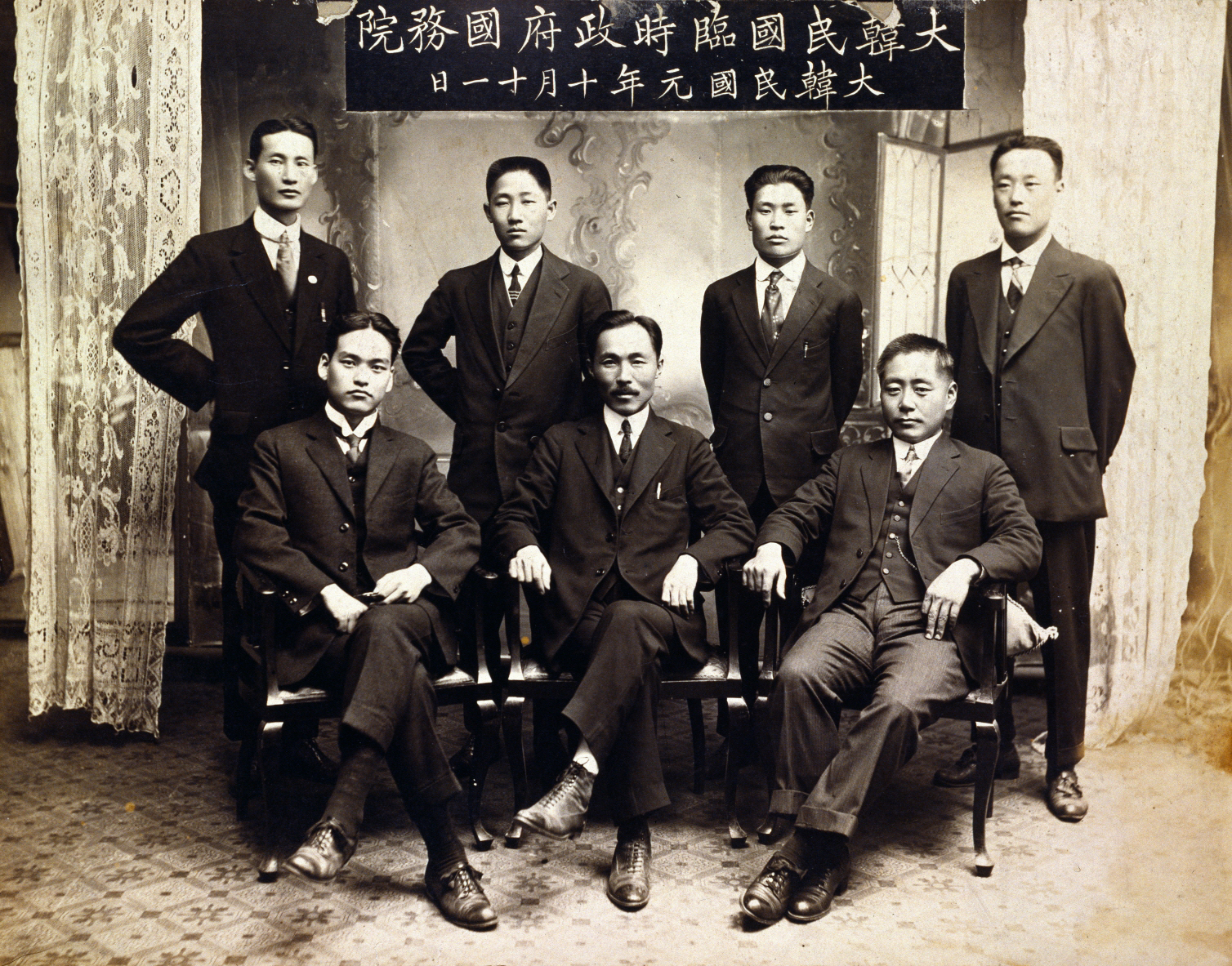
De Voorlopige Koreaanse Regering in Shanghai

De Voorlopige Koreaanse Regering (Koreaans: 대한민국 임시 정부 ) was een Koreaanse regering in ballingschap die werd opgericht op 11 april 1919 in Shanghai. Hun doel was om Korea's onafhankelijkheid van het Japanse rijk te organiseren en af te dwingen, waarin Korea sinds 1910 een kolonie was.

## Geschiedenis
Tegen het het einde van de Eerste Wereldoorlog presenteerde de Amerikaanse president Woodrow Wilson zijn Veertien Punten. Hij pleitte voor zelfbeschikkingsrecht der volken en voor een organisatie die instond voor de territoriale onschendbaarheid en politieke onafhankelijkheid van grote en kleine landen. Koreanen buiten Korea waren op de hoogte van deze punten en zagen de mogelijkheid om onder het Japanse juk uit te komen. Een kleine groep prominente Koreanen schreef een onafhankelijkheidsverklaring. Op 1 maart 1919 werd de verklaring voorgelezen op diverse plaatsen in Korea. Deze dag viel samen met de begrafenis van Kojong, de laatste koning van de Joseondynastie en de eerste keizer van het Keizerrijk Korea, waarvoor veel mensen samenkwamen. Dit leidde tot massale demonstraties die hard werden neergeslagen door de Japanners in het land.
Als resultaat van deze beweging werden naast de voorlopige regering van de Republiek Korea die in Shanghai was opgericht, twee andere regeringen in ballingschap opgericht: een op 21 maart in Vladivostok en een op 21 april in Keijō. Onder Ahn Chang-ho als bemiddelaar fuseerden deze anderen in augustus met de Shanghai-organisatie. Syngman Rhee werd gekozen tot de eerste president van de regering in ballingschap. Kim Gu was ook tweemaal president en Kim Kyu-sik was vice-president. Ondanks de inzet kreeg de Voorlopige Regering internationaal nauwelijks erkenning en steun voor een onafhankelijk Korea.
De Voorlopige Regering moest in 1932 van Shanghai naar Hangzhou vluchten en bereikte na verschillende keren verhuizen uiteindelijk Chongqing in 1940. Dit is waar de regering van de Republiek China rond Chiang Kai-shek zich in 1938 terugtrok als gevolg van de Chinese burgeroorlog en de tweede Chinees-Japanse oorlog. Syngman Rhee was de laatste president van de regering in ballingschap.
Na de overgave van Japan in 1945, trokken de leden van de Voorlopige Regering naar het Koreaanse schiereiland in het zuidelijke deel van het land dat bezet was door het Amerikaanse leger. Het US Military Government in Korea (USMGIK) was opgericht om de eerste fase na de oorlog te begeleiden. Door de onzekere situatie was de USMGIK niet bereid met de - niet democratisch gekozen - Voorlopige Regering deze positie te delen. In dit chaotische en onzekere klimaat ontstonden tientallen politieke partijen. In deze pluriforme politieke omgeving gaven de Amerikanen wel de voorkeur aan goede, vaak in uit het buitenland, opgeleide Koreanen en hun partijen. Medio 1948 werd de grondwet van, inmiddels, Republiek Korea aangenomen. In de verkiezingen van 20 juli 1948 werd Syngman Rhee gekozen tot eerste president van de Republiek Korea.